# Trochosa quinquefasciata
Trochosa quinquefasciata là một loài nhện trong họ Lycosidae.
Loài này thuộc chi Trochosa. Trochosa quinquefasciata được Carl Friedrich Roewer miêu tả năm 1960.